# Захоронка
Захоронка (пол. ochronka) — назва дитячих навчально-виховних установ у Галичині, на Буковині, Закарпатті.

## Відомості

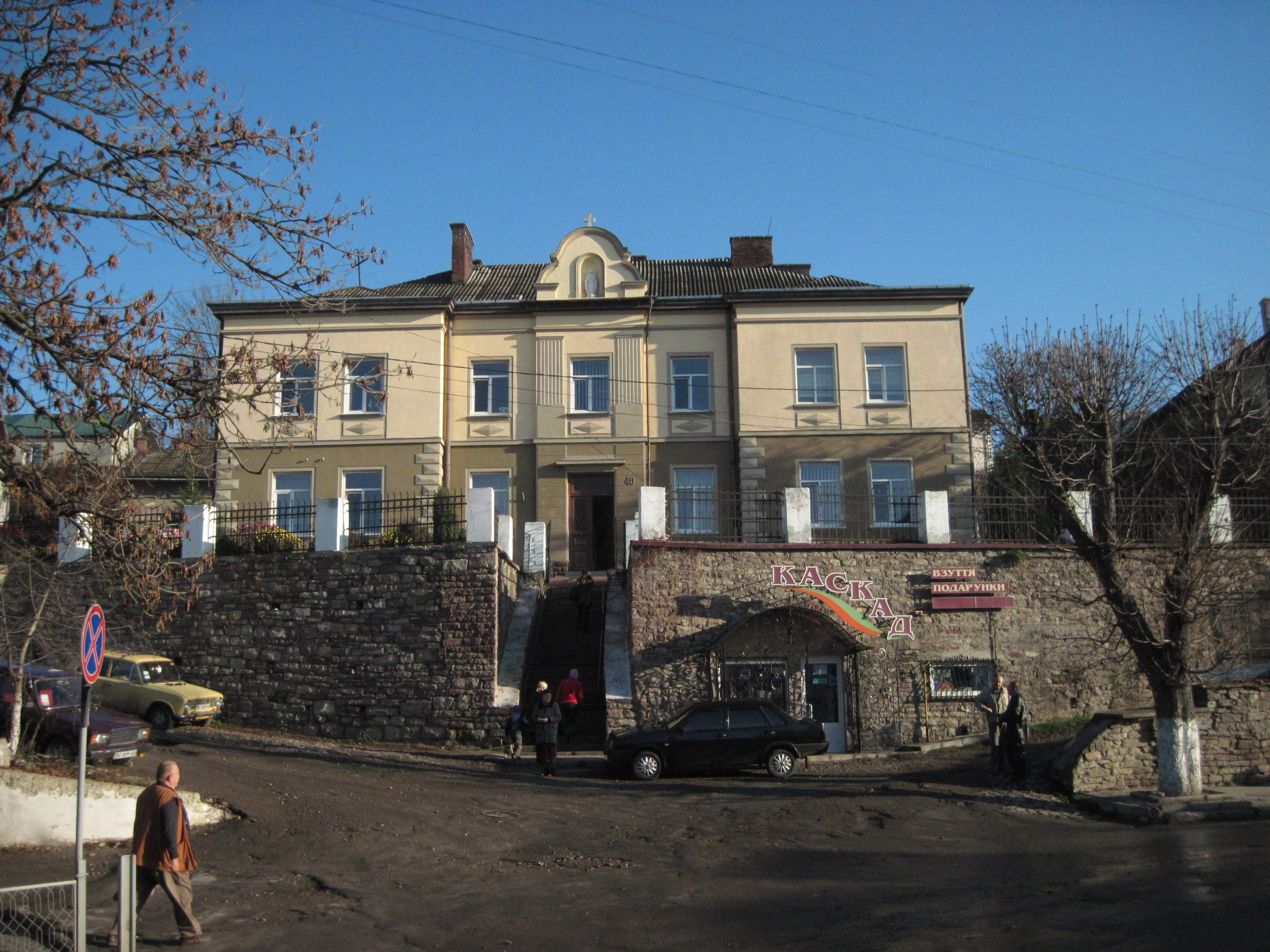
Приміщення колишньої захоронки Сестер Служебниць у Бучачі

### Українські захоронки

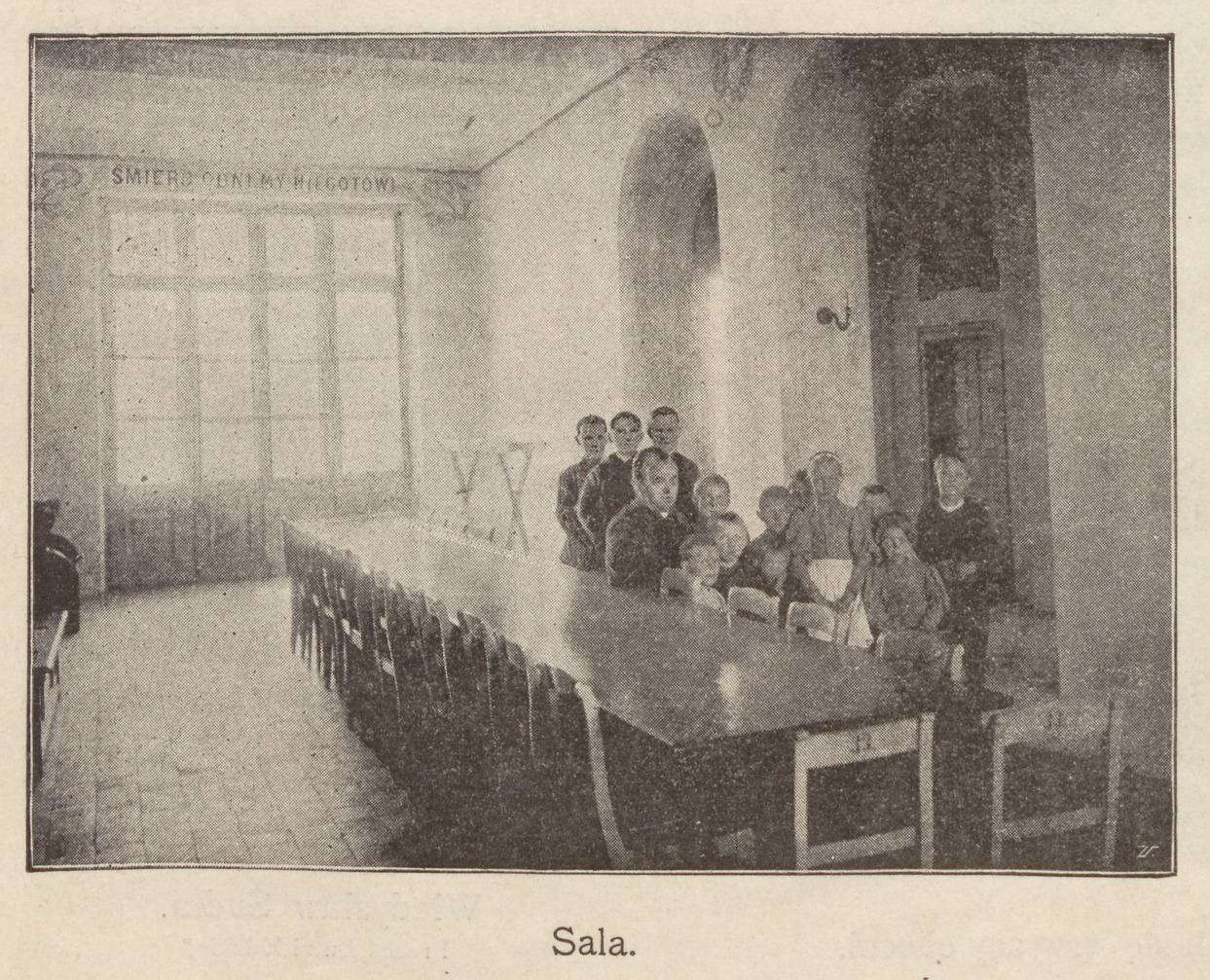
Зал польської захоронки

В умовах темноти та бідности, в яких перебувала значна частина українців Галичини наприкінці ХІХ століття, актуальною була потреба виховування дітей. Найбільш занедбаними в Австрійській Галичині були сільські діти, особливо під час літніх польових робіт. Існувала велика потреба відкрити дитячі навчально-виховні установи, які б піклувалися про дітей, дбали про їхній розумовий, культурний, фізичний розвиток, виховували на засадах християнської моралі, плекали національну свідомість. 15 травня 1893 відкрили першу українську захоронку в селі Жужелі (нині — Жужеляни). За благословенням єпископату УГКЦ, сприяння духовенства та релігійних товариств, за матеріальної підтримки української інтелігенції, Сестри Служебниці відкривали нові чернечі доми в різних місцевостях, а поряд з ними виникали захоронки.
У 1923—1924 роках українські захоронки переходять у підпорядкування Українського педагогічного товариства «Рідна школа», в якому створили комісію дошкільного виховання.
У 1945 році більшовицька влада заборонила Сестрам Служебницям Провінції Співстраждання Матері Божої в Україні займатися вихованням дітей та молоді. Їхні монастирі в Галичині були конфісковані, захоронки, сиротинці, школи — розформовано, або перетворено на державні навчальні заклади.